# Polypsecadium rusbyi
Polypsecadium rusbyi là một loài thực vật có hoa trong họ Cải. Loài này được (Britton) Al-Shehbaz mô tả khoa học đầu tiên năm 2006.